# L. S. Lowry
L. S. Lowry là một họa sĩ người Anh, sống ở Manchester. Ông là một họa sĩ có nhãn quan đặc biệt được đánh giá rất cao trong nền hội họa Anh. Nhiều tác phẩm hội họa của ông mô tả các khu vực xung quanh Salford gần đó và gồm cả Pendlebury nơi ông đã sống và làm việc hơn 40 năm tại ngôi nhà có địa chỉ 117 Station Road, đối diện Giáo đường St. Mark's RC.Lowry là nổi tiếng về tài vẽ những cảnh đời sống ở huyện công nghiệp Tây Bắc nước Anh trong thế kỷ 20. Ông đã có một phong cách đặc trưng của bức tranh và được biết đến với cảnh quan đô thị nơi cư với số liệu của con người thường được gọi là "người đàn ông que diêm". Ông cũng vẽ bí ẩn không có dân phong cảnh, chân dung nghiền ngẫm, và các tác phẩm chưa được công bố "con rối", mà chỉ được tìm thấy sau khi ông chết.
Bởi vì sử dụng của các nhân vật cách điệu và thiếu các hiệu ứng thời tiết trong nhiều cảnh quan của ông, ông đôi khi được mô tả như là một ngây thơ 'Sunday họa sĩ' mặc dù điều này không phải là vị trí của các phòng trưng bày có retrospectives tổ chức tác phẩm của ông. Một bộ sưu tập lớn của công việc Lowry là trên màn hình công cộng thường trú tại một phòng trưng bày nghệ thuật được xây dựng cho mục đích trên Salford Quays, có tên thích hợp Lowry. Lowry bác bỏ năm danh dự trong cuộc đời của ông - bao gồm cả một phong tước hiệp sĩ vào năm 1968 và do đó giữ kỷ lục cho từ chối hầu hết các danh hiệu Anh.